# Spiritus (spirituosa)
 For alternative betydninger, se Spiritus. (Se også artikler, som begynder med Spiritus)
Spiritus eller spirituosa (fra latin spirituosus, afledt af spiritus 'ånd'). er alkoholiske drikkevarer med en alkoholprocent på over ca. 25%.
Eksempler på betegnelser, som dækkes af begrebet spiritus, er finsprit, akvavit som stammer fra latin, aqua vitae, "livets vand". Samme betydning har det franske eau-de-vie og det skotske whisky og det irske/amerikanske whiskey. Spiritus baseret på vin kaldes spiritus vini (vinens ånd eller vinånd).
Spiritus baseret på gærede produkter, kan kun opnås den høje alkoholprocent på over ca. 25%, ved rektifikation eller destillation. Herved opnås en alkoholprocent på henimod 100%. Dog indeholder gæringsproduktet også det uønskede stof metanol i større eller mindre mængder, som er giftigt. Indholdet af metanol kan holdes nede ved at anvende de rette gærbakterier, eller ved rektifikation.
Ren spiritus med en alkoholprocent på henimod 100% kan ikke drikkes, da sandsynligheden for maveskader og alkoholforgiftning er stor. Ren spiritus blandes derfor fx med drikkevand ned til 80% (fx Stroh Rom 80%) eller typisk 40% eller endda helt ned til ca. 25%. Herudover tilsættes smagsstoffer fx ved at lagre spiritus i udvalgte trætønder, som ved opbevaringen af spiritus heri, giver smag via opløste træstoffer. Andre smagsstoffer fås fra bær eller krydderurter.
Fx indeholder drikkene drink, likør og bittere fortyndet spiritus - og drikkene aperitif og digestif indeholder typisk fortyndet spiritus.

## Eksempler på spiritus
| Råvare                  | Gæringsprodukt             | Destilleret produkt (spiritus) |
| ----------------------- | -------------------------- | --- |
| byg                     | øl                         | skotsk whisky, gin |
| rug                     | rugøl                      | rugwhisky, vodka |
| majs                    | chicha                     | bourbon-whisky |
| hvede                   | hvedeøl                    | whisky, Korn (Tyskland), vodka |
| ris                     | sake, sonti, makkoli, tuak | shochu (Japan), soju (Korea), Huangjiu og Baijiu (Kina)                                                                                         |
| druer                   | vin                        | brandy, cognac/armagnac (Frankrig), Branntwein (Tyskland), ouzo (Grækenland/Mellemøsten), raki (Balkan/Tyrkiet/Mellemøsten), pisco (Peru/Chile) |
| æbler                   | cider,                     | calvados (Frankrig), obstler (Tyskland), trebern (Østrig), batzi (Schweiz), applejack (USA), Pommeau (Nordfrankrig)                             |
| pærer                   | perry, pærecider           | pærebrandy |
| kirsebær                | -                          | kirschwasser (Østrig/Tyskland/Schweiz) |
| kokosnødder             | -                          | arrack (Asien) |
| sukkerrør eller melasse | -                          | rom, cachaça, guaro, cane spirit (Sydafrika), arrack (Indonesien), basi (Filippinerne), pinga (Brasilien)                                       |
| agave                   | pulque                     | tequila, mezcal |
| blommer                 | blommevin                  | slivovitsj (Østrig/Østeuropa/Balkan), ţuică (Rumænien), palinca, rakia (Bulgarien), szilva (Ungarn)                                             |
| dadler                  | -                          | arak (Asien/Nordafrika) |
| vandmeloner             | -                          | kislav (Rusland) |
| ensian                  | -                          | Enzianschnaps (Tyskland/Østrig/Schweiz) |
| pomace (drueskal)       | -                          | grappa (Italien), trester (Tyskland), marc (Frankrig), tsipouro (Grækenland), komovica (Balkan), bagaceira (Portugal), zivania (Cypern)         |
| Honning                 | mjød                       | mjødbrandy/honningbrandy |
| kartofler               | -                          | vodka (Finland, Ukraine), snaps, akevitt dansk akvavit, brennivín (Island), poitín (Irland)                                                     |
| mælk                    | kumys                      | awein (Rusland), skhou (Kaukasus) |